# 4269 Bogado
A 4269 Bogado (ideiglenes jelöléssel 1974 FN) a Naprendszer kisbolygóövében található aszteroida. Carlos Torres fedezte fel 1974. március 22-én.